# Домашній арешт (телесеріал, 2010)
«Домашній арешт» — український комедійний серіал телекомпанії 1+1, який знятий компанією «1+1 Production» за подібним румунським форматом. Перша серія вийшла у ефір 23 листопада 2010 року.

## Сюжет
Серіал про сім'ю звичайного торговця рибою Костіка Малухи. Якось він вирішив втекти від цієї сім'ї, почати нове вільне життя, але замість цього потрапив під «Домашній арешт».
Це серіал про справжніх друзів Костіка — про пиво, про телевізор і про диван…
Це справжній сімейний гумор, зрозумілий усім. Усі чоловіки будуть заздрити тому, як живе Костік. А усі жінки будуть переживати за його дружину Наталку і радуватись кожній її перемозі!
Це серіал про те, що чекає українських чоловіків, якщо вони не будуть слухатись українських жінок.
Серіал «Домашній арешт» — це енциклопедія сімейного життя — як треба, а головне — як не треба себе поводити, щоб зберегти сім'ю. У ситуаціях, в які потрапляють наші герої, кожен впізнає себе.
Діти-двійнята, через яких Кості 15 років тому довелось одружитися з Наталкою, —хтось скаже, що це подарунок долі, а от Костя вважає, що це удар «під дих» від цієї самої долі. Олег та Алінка — це пара 15-річних оболтусів, один з яких занадто розумний, а друга … його сестра.

## Головні персонажі
- Костик Малуха (Михайло Кукуюк) —голова сімейства Малух.
- Наталія Малуха або Ната (Леся Самаєва) — дружина Костіка Малухи, домогосподарка.
- Олег Малуха (Данило Дорошенко) — син Костіка та Нати, ботанік.
- Аліна Малуха (Маша Кондакова) —донька Костіка та Нати.
- Іван (Олексій Вертинський) — релігієзнавець, колишній священик, брат Нати Малухи.
- Беатріс (Ольга Лежньова) — дружина Івана, колишня стриптизерка.

## Другорядні персонажі
- Мирося (Ксенія Вертинська);
- Сусід (Денис Гранчак);
- Сусідка (Наталія Калатай;
- Сусідський племінник Вася (Федір Гурінец).

## Виробництво
Серіал виробляється компанією «1+1 Production».
- Автори адаптації: Микола Куцик, Олексій Курилко, Олександр Володарський, Іван Бабій, Олег Іваниця.
- Оператори-постановники: Павло Муравйов, Юрій Муравйов
- Режисер-постановник: Антон Гойда.
- Шеф-редактор: Олексій Бланар.
- Художник-постановник: Вадим Шинкарьов.
- Композитори: Сергій Могилевський, Михайло Кукуюк.

## Цікаві факти
- Життєве кредо Костика — не вчіть мене жити, краще принесіть пива!
- У Костика в родичах є священник, який одружився з колишньою стриптизеркою.